# Marina Viotti
Marina Viotti, née le 30 avril 1986 à Lausanne, est une chanteuse lyrique (mezzo-soprano) franco-suisse.

## Biographie
Marina Viotti naît le 30 avril 1986 à Lausanne, dans le canton de Vaud. Binationale franco-suisse, elle est la fille du chef d'orchestre suisse Marcello Viotti et de la violoniste française Marie-Laurence Geneviève Jacqueline Bret et la sœur du chef d'orchestre Lorenzo Viotti. Elle a un autre frère cadet, Alessandro, corniste à l'opéra de Lyon, et une sœur cadette, Milena, également corniste à l'Opéra de Munich.
Elle passe son enfance en divers lieux, notamment en Lorraine. À la mort de son père en 2005, elle déménage à Lyon avec sa famille.
Après avoir obtenu un diplôme de flûte traversière en 2000, elle pratique différents genres musicaux dont le jazz, le gospel et le metal, ; en particulier, elle chante dans e groupe Soulmaker entre 2005 et 2010. Elle fait également des études de littérature et de philosophie et une école de commerce à Marseille avant de s'installer à Vienne en 2011 pour suivre une formation de chant lyrique auprès de Heidi Brunner (en). En 2013, elle accède à la classe de Brigitte Balleys à la HEMU de Lausanne, où elle obtient un diplôme de soliste. Viotti, mezzo-soprano diplômée, se perfectionne ensuite auprès de Raúl Giménez (en) à Barcelone.
Durant sa carrière de soliste, Marina Viotti est engagée par l'Opéra de Lausanne, l'Opéra de Zurich et de Münich, ainsi que par le Théâtre de Lucerne. En 2015, elle remporte le Prix international du Belcanto au Festival Rossini de Wildbad et, l'année suivante, elle est récompensée avec le 3e Prix du Concours de Genève. Elle est également lauréate de plusieurs bourses, dont notamment la bourse Leenaards en 2016. En 2017, elle obtient le 1er Prix au concours Kattenburg à Lausanne et en 2018 elle est nommée finaliste du concours Operalia, ainsi que primée aux International Opera Awards comme Young Singer of the Year en 2019,. En 2022, elle est lauréate du Prix suisse de musique par l'Office fédéral de la culture,.
En 2023, elle remporte la Victoire de la musique classique de la catégorie « artiste lyrique de l'année ». Elle participe aussi à la deuxième journée de la 36e édition de « Un violon sur le sable », le mardi 25 juillet 2023.
Le 26 juillet 2024, elle participe à l'un des tableaux de la cérémonie d'ouverture des Jeux olympiques d'été de 2024 à Paris au côté du groupe Gojira, en  interprétant une adaptation metal du chant révolutionnaire Ah ! ça ira, intitulé Mea Culpa, et incorporant un extrait de L'amour est un oiseau rebelle.
Le 2 février 2025, Marina Viotti remporte le Grammy Award de la Meilleure prestation metal pour Mea Culpa (Ah! Ça ira!), dans le cadre de sa collaboration avec Gojira et Victor Le Masne, lors de la 67e cérémonie à Los Angeles,. Marina Viotti est la première femme à remporter un prix dans cette catégorie depuis sa création.

## Récompenses
- International Opera Award dans la catégorie « interprète féminin espoir » (2019)[20].
- Prix suisse de musique (2022)[13].
- Victoire de la musique classique dans la catégorie « artiste lyrique de l'année » (2023)[14].
- Grammy Award de la meilleure prestation metal (2025)[21].
- Chevalière de l'ordre des Arts et des Lettres (2025)